# Linia kolejowa nr 844
Linia kolejowa nr 844 – pierwszorzędna, jednotorowa, zelektryfikowana linia kolejowa łącząca rozjazd 10. z rozjazdem 20. na posterunku odgałęźnym Warszawa Antoninów.
Linia w całości została ujęta w kompleksową sieć transportową TEN-T.
Kilometraż linii w miejscu, gdzie kończy bieg, pokrywa się z kilometrażem linii kolejowej Warszawa Antoninów – Warszawa Gocławek.
Linia umożliwia przejazd pociągów z kierunku Warszawy Pragi oraz Warszawy Wschodniej przez Warszawę Wschodnią Towarową w stronę Warszawy Gocławka.